# Jan Koura
Jan Koura (* 4. dubna 1984 Klatovy) je český historik, který se zabývá dějinami mezinárodních vztahů, zejména historií studené války a transatlantických vztahů ve 20. století.
Vystudoval gymnázium v Klatovech a pak politologii a mezinárodní vztahy na Fakultě sociálních věd Univerzity Karlovy. V letech 2003–2008 studoval historii a politologii na Filozofické fakultě Univerzity Karlovy. V rámci programu Erasmus byl na studijním pobytu na Northumbrijské univerzitě. V letech 2010 a 2014 působil jako Visiting Fellow na University of St Andrews ve Velké Británii a získal rovněž prestižní Fulbrightovo stipendium na George Washington University ve Spojených státech amerických. V roce 2019 působil jako Academic Visitor na University of Oxford.
Působí jako odborný asistent na Ústavu světových dějin Filozofické fakulty Univerzity Karlovy v Praze a jako vedoucí Skupiny pro výzkum studené války, jež je součástí Institutu pro studium strategických regionů Univerzity Karlovy. Od roku 2022 je proděkanem FF UK.

## Dílo
- Rozdělený ostrov: Studená válka a „kyperská otázka“ v letech 1960–1974. [s.l.]: Epocha, 2019. 328 s. ISBN 978-80-7557-199-1.
- Zápas o východní Středomoří: zahraniční politika Spojených států amerických vůči Řecku a Turecku v letech 1945–1953. Praha: Filozofická fakulta Univerzity Karlovy, 2013. 252 s. ISBN 978-80-7308-468-4.